# Cziráky József
Gróf ciráki és dénesfai dr. Cziráky József Béla László Barnabás (Sárosd, 1883. június 11. - Dénesfa, 1960. augusztus 10.) politikus, császári és királyi kamarás, főispán, kormánybiztos.

## Élete
Cziráky Béla gróf nyugalmazott külügyminisztériumi osztályfőnök és Esterházy Mária grófnő legidősebb gyermeke. Elemi és középiskoláit Székesfehérvárott és Bécsben végezte, majd Bécsben és Budapesten jogot hallgatott, ugyanitt avatták jogi doktorrá 1905-ben. Tanulmányi utakat tett Spanyolországba, Franciaországba, Angliába, Olaszországba, Törökországba, Görögországba, és további országokba a Közel-Keleten és Afrikában.
1907-től Sopron vármegye törvényhatósági bizottságának, 1911-től pedig a Főrendiháznak is tagja. Huszártisztként beállt a hadseregbe, a 9. számú Nádasdy-huszárezredben szolgált a szerb, az orosz és a román fronton. A hadszíntéren tanúsított magatartása miatt többször is kitüntették, végül a szerb fronton súlyosan megsebesült, hamar ki is lépett a szolgálatból. IV. Károly király koronázásakor aranysarkantyús lovag lett. 1917-ben Sopron szabad királyi törvényhatósági joggal felruházott város és Sopron vármegye főispáni tisztét bízta rá az Esterházy-kormány. 1920-ban már Vas vármegye főispánjaként és Nyugat-Magyarország kormánybiztosaként iktatták be hivatalába, de 1921-ben már fel is mentették tisztségéből. Sok éven át a Sopronmegyei Gazdasági Egyesület elnöke volt, de több társadalmi, gazdasági és jótékonysági szervezet vezető tagja is volt. 1922-ben Szombathely városa választotta nemzetgyűlési képviselővé pártonkívüliként, de mandátumának lejárta után egy időre visszavonult a politikától és dénesfai birtokán gazdálkodott. Ezek mellett a királyi család magyarországi ingatlanainak vagyonkezelője is volt.
Cziráky gróf dénesfai birtokán szállt le repülőgépével Károly király visszatérési kísérletekor. A második nemzetgyűlésben Szombathely kerületét képviselte, majd az örökös jogú főrendiházi családok felsőházi képviselőnek választották 1927-ben.

## Családja
Andrássy Ilona grófnő (1886–1967), Andrássy Tivadar gróf leánya, Esterházy Pál özvegye lett a neje 1917-ben, majd három gyermekük is született:
- Miklós Gyula Lajos Frigyes (1918–1944), neje: gróf galántai Esterházy Ilona (1921)
- Pál György Béla Özséb (1919), neje: gróf csikszentkirályi és krasznahorkai Andrássy Mária (1921)
- Béla József Károly Mária (1921), első neje: Jill Tweedie (1932), második neje: Elisabeth Riess (1942)